# 252 Клементіна
252 Клементіна (252 Clementina) — астероїд головного поясу, відкритий 11 жовтня 1885 року у Ніцці.
Тіссеранів параметр щодо Юпітера — 3,178.